# Johann Pfeffinger
Johann Pfeffinger (Wasserburg am Inn, 27 dicembre 1493 – Lipsia, 1º gennaio 1573) è stato un teologo tedesco.

## Biografia
Dopo aver frequentato la scuola di grammatica, venne introdotto agli ordini minori e divenne ostiario, lettore, esorcista, nel 1515 accolito e nel 1517 suddiacono a Salisburgo. Nella primavera del 1518 fu nominato sacerdote a Reichenhall, nel 1519 a Saalfelden im Pinzgau e nel 1521 a Passavia.
Sospettato di eresia per via del suo avvicinamento al luteranesimo, nel 1523 scappò a Wittenberg dove venne accolto da Martin Lutero, Johannes Bugenhagen e Filippo Melantone. Nominato nel 1527 parroco a Sonnewalde, nel 1528 sposò Bertha Elisabeth Kühlstein (1503-1560), da cui ebbe quattro figli: Johannes (1529-1561) morì ventiduenne dopo aver conseguito il titolo di Magister all'Università di Lipsia; Elisabeth (1529-1601) sposò il teologo luterano Heinrich Salmuth e fu madre del teologo Johann Salmuth; Paul (1533-1576) divenne parroco e sovrintendente a Delitzsch e a Rochlitz; Martin che morì da bambino nel 1534. Nel 1530, dopo essere stato espulso dal vescovo di Meissen, fu nominato da Giovanni di Sassonia parroco del monastero di Eicha, vicino a Naunhof, e nel 1532 trasferito a Belgern.
Dopo la morte il diciassette aprile 1539 di Giorgio di Sassonia, un fervente sostenitore della Chiesa romana, gli succedette suo fratello Enrico IV di Sassonia che nel frattempo si era convertito al luteranesimo e intenzionato a diffondere la riforma protestante a Lipsia: venerdì diciannove maggio 1539 arrivarono a Lipsia il prevosto Justus Jonas, il teologo Gaspare Crucigero e Pfeffinger, mentre Giovanni Federico I di Sassonia aveva inviato da Gotha a Lipsia il teologo Friedrich Myconius. Il successivo martedì 23 maggio, giorno di Pentecoste, Lutero, Jonas e Pfeffinger tennero dei sermoni nella chiesa di San Nicola; il ventiquattro agosto 1540 Pfeffinger fu nominato sovrintendente della Chiesa protestante a Lipsia.
Il sei settembre 1541 Pfeffinger ottenne il baccalaureato in teologia e, nella medesima data del 1543, la licenza in teologia. Il dieci ottobre successivo conseguì il dottorato in teologia, unico insieme al suo amico umanista Caspar Borner ad aver ottenuto quel titolo accademico a Lipsia fino ad allora. A partire dal dieci marzo 1544 cominciò a insegnare all'Università di Lipsia i Loci Theologici di Melantone e il Vangelo secondo Matteo.
Dopo la morte di Lutero e la guerra di Smalcalda, Pfeffinger ottenne la simpatia di Maurizio di Sassonia. Tra il 1551 e il 1555 difese le tesi di Melantone, entrando di conseguenza in attrito con i luterani più intansigenti come Nicolaus von Amsdorf, Nicolaus Gallus e Mattia Flacio Illirico. 

## Opere
- Johann Pfeffinger, De libertate voluntatis humana quaestiones, Lipsia, 1555.